# TR-106
TR-106, также Low Cost Pintle Engine, LCPE — экспериментальный ракетный двигатель, разработанный компанией TRW в рамках программы Space Launch Initiative с целью снижения стоимости пусковых услуг и космического полета. Использующий в качестве окислителя жидкий кислород, а в качестве горючего — жидкий водород, двигатель в при испытаниях развил тягу 2892 кН, что сделало его одним из самых мощных двигателей в истории.

## Общие сведения
Целью разработки двигателя было создание мощного, недорогого и простого в изготовлении двигателя первой ступени (ускорителя) ракеты-носителя. Для этого в конструкции применён коаксиально расположенный игольчатый инжектор (откуда название двигателя «pintle» — «игла»). Для охлаждение камеры сгорания и сопла используется абляционная теплозащита вместо более дорогостоящего при изготовлении регенерационной системы охлаждения.
Использование игольчатого инжектора позволяет двигателю тяги в большом диапазоне регулироваться по тяге, что сравнимо с возможностями двигателя лунного посадочного модуля кораблей серии «Аполлон».

## Состояние работ
Ведущим конструктором двигателя был Том Мюллер. Летом 2000 года двигатель прошёл успешные стендовые испытания, на которых был достигнут уровень 100 % номинальной тяги. Дросселирование двигателя осуществлялось в диапазоне от 65 до 100 %. Испытания проходили в Космическом центре имени Джона Стенниса в Миссисипи. Компания TRW применила три разные по конструкции иглы инжектора в течение испытаний, чтобы изучить двигатель в различных вариантах исполнения. Один раз на стенде была заменена абляционная камера для демонстрации простоты этой операции. Результаты испытаний показали, что двигатель работает стабильно и регулируется в широком диапазоне тяги  соотношения компонентов топлива.
С связи с отменой программы Space Launch Initiative дальнейшие работы над двигателем были временно прекращены. В 2002 году компания TRW была приобретена компанией Northrop Grumman и была начата разработка кислородно-керосинового двигателя ТР-107, основанного на конструкции TR-106. Работы осуществлялись по контракту с НАСА для применения на следующем поколении ракет-носителей и космических транспортных средств.

## Наследие
Том Мюллер должен был стать вице-президентом TRW по двигателям, но в 2002 году по приглашению Илона Маска он перешёл на работу в только что созданную компанию SpaceX, где занял пост главы двигательного подразделения. Вместе с ним в компанию пришло ещё несколько бывших сотрудников TRW.
Опыт разработки TR-106 был использован при создании двигателя Merlin.